# Шопски отряд
„Шопски отряд“ е спортен клуб по ултимейт от София, основан през 2010 г., най-старият и най-титулуваният в България. Домакинските си срещи и тренировки провежда в София.

На 26 май 2011 г. „Шопски отряд“ изиграва първия в историята мач по ултимейт фризби в България на стадион „Академик“, срещу сборен отбор на SCA. На 8 октомври 2011 г. отборът изиграва първата си международна среща на стадион "Бонсист" срещу "Букурещ Революшън". През 2013 г. "Шопски отряд" се обединява с отбора на „Юнак“, запазвайки името си. . Традиционен градски съперник на "Шопски отряд" е тимът на "Блу Капс", като срещите между двата отбора са изпълнени с приповдигнато настроение.

## Успехи
От създаването си, отборът участва на редица международни турнири. По-значителните му постижения са:
- 1-во място на турнира „Диск на мира“ в София, България през 2011 г., 2013 г., 2014 г. и 2015 г.
- 1-во място от 10 отбора на "BROUIL" (румънско-българската лига в зала) през сезон 2021/22 г.и 2-ро място от 12 отбора през сезон 2022/23 г.
- 1-во място на турнира "Another Disc through the Wall", 2017 г., 2019 г. в Тимишоара, Румъния.
- 1-во място на турнира BUFF в Букурещ, Румъния през 2018 г. и 2019 г.
- 5-о място от 20 отбора на турнира FKT в Мюнстер, Германия през 2017 г.
- 8-мо място от 24 отбора на турнира „Welcome to Paradise XI“ в Йена, Германия през 2015 г.[3]